# Shōgo Kamo
Shōgo Kamo (加茂 正五?, Kamo Shōgo; Hamamatsu, 12 dicembre 1915 – Shinjuku, 14 settembre 1977) è stato un calciatore giapponese, di ruolo attaccante.

## Carriera
Studente all'università di Waseda (con la cui rappresentativa vinse l'edizione 1938 della Coppa dell'Imperatore) assieme al fratello Takeshi, conta sette presenze e quattro reti in nazionale maggiore prendendo parte alla rappresentativa che giocò le Olimpiadi del 1936, segnando il gol del momentaneo 1-2 del match degli ottavi di finale con la Svezia.

## Albo d'oro
- Coppa dell'Imperatore: 1

1938